# Вольски

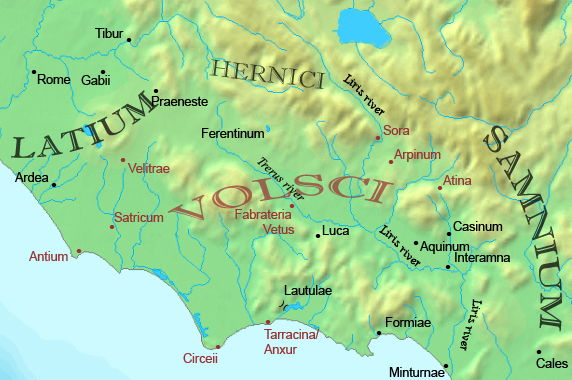
Карта поселений вольсков (красный шрифт)

Вольски  (лат. Volsci) — народ группы италиков, умбро-сабельского происхождения, живший по соседству с латинами. Воинственные и свободолюбивые вольски занимались земледелием, рыболовством и морским грабежом; их столицы Суэсса Помеция (ныне Сецце) и Привернум (ныне Приверно) славились многолюдством и богатством; первая была на краю Понтинского болота, а вторая на высокой, почти недоступной горе. Когда этруски вторглись за Лирис, вольски должны были уступить, но не подчинились врагам, а ушли в горы, и позднее, когда южно-этрусский союз ослабел, вновь овладели своей областью и оспаривали у этрусков господство на море. Часть вольсков признала власть Тарквиниев, но с изгнанием последних отложилась от Рима, и весь народ, в союзе с единоплеменными эквами и даже этрусками, повёл долгую борьбу с республикой; часто Рим бывал на краю гибели, но внутренние раздоры вольсков и успешная политика римского сената довели вольсков до полного их порабощения в IV веке до н. э.

## Конфликт с Древним Римом
Вольски были одними из самых опасных врагов Древнего Рима и часто выступали в союзе с эквами, в то время как их соседи герники с 486 г. до н. э. были союзниками Рима.
Согласно ранней полулегендарной истории Рима, Луций Тарквиний Гордый, последний римский царь, был первым, кто пошёл войной против вольсков и положил начало двухсотлетней истории конфликта.